# Yreka
Yreka (en anglais [waɪˈriːkə]) est une municipalité du comté de Siskiyou, en Californie, aux États-Unis. Sa population était de 7 765 habitants lors du recensement de 2010.

## Histoire
En 1851, Abraham Thompson, alors qu'il se déplaçait le long de la Piste Siskiyou, découvrit de l'or près de Black Gulch. Cette trouvaille entraîna une extension de la Ruée vers l'or au nord de la Californie. En juin 1851, 2 000 mineurs étaient installés et la petite cité ainsi formée, après plusieurs changements, finit par prendre le nom de Yreka.
En novembre 1941, des représentants de divers comtés du nord de la Californie et du sud de l'Oregon se réunirent pour proposer la création d'un nouvel État, l’État de Jefferson, dont Yreka serait la capitale.

## Démographie
| 1860  | 1870  | 1880  | 1890  | 1900  | 1910  |
| ----- | ----- | ----- | ----- | ----- | ----- |
| 1 327 | 1 063 | 1 059 | 1 100 | 1 254 | 1 134 |

| 1920  | 1930  | 1940  | 1950  | 1960  | 1970  |
| ----- | ----- | ----- | ----- | ----- | ----- |
| 1 277 | 2 126 | 2 485 | 3 227 | 4 759 | 5 394 |

| 1980  | 1990  | 2000  | 2010  | - | - |
| ----- | ----- | ----- | ----- | - | - |
| 5 916 | 6 948 | 7 290 | 7 765 | - | - |